# 김필 (가수)
김필(1986년 8월 27일 ~ )은 대한민국의 가수이다. 2014년 Mnet 《슈퍼스타K 6》에 참가해 준우승을 하였다.
남일해의 〈빨간 구두 아가씨〉, 성재희의 〈보슬비 오는 거리〉 등의 작곡자이자 트럼펫 연주가인 김인배의 외손자이다. 2016년 5월 3일 CJ E&M 음악사업부문과 전속계약 하였다. CJ E&M 음악사업부문 안석준 대표는 장기적 관점에서 아티스트가 활동하는데 최선을 다하겠다고 밝혔다.

## 음반

### 김필
| 발매일     | Artist       | 앨범 타입   | 앨범명                     | 타이틀곡                                              |
| ---------- | ------------ | ----------- | -------------------------- | ----------------------------------------------------- |
| 2011.08.30 | 김필, Take#1 | 싱글 앨범   | 《Take#1 - Vol.1》         | <바보같이 또 울어요 (Feat. Minos Of 이루펀트)>        |
| 2012.05.15 | 김필         | 싱글 앨범   | 《사랑한다면서》           | <사랑한다면서>                                        |
| 2013.10.10 | 김필         | 싱글 앨범   | 《Beautiful》              | <Beautiful>                                           |
| 2013.11.28 | 김필         | 싱글 앨범   | 《슈가슈가 (Sugar Sugar)》 | <슈가슈가 (Sugar Sugar) (Feat. 마이노스 Of 이루펀트)> |
| 2014.02.05 | 김필         | 싱글 앨범   | 《Bye December》           | <Bye December>                                        |
| 2014.02.17 | 김필         | 싱글 앨범   | 《Make U Mine》            | <Make U Mine>                                         |
| 2014.04.18 | 김필         | 싱글 앨범   | 《Cry》                    | <Cry>                                                 |
| 2014.11.25 | 신지수, 김필 | 싱글 앨범   | 《처음으로 (New Day)》     | <처음으로 (New Day)>                                  |
| 2015.02.25 | 곽진언, 김필 | 싱글 앨범   | 《뭐라고》                 | <뭐라고>                                              |
| 2015.04.21 | 김필         | 싱글 앨범   | 《Marry Me》               | <Marry Me>                                            |
| 2015.06.11 | 김필         | 미니 앨범   | 《Feel Free》              | <Stay With Me>                                        |
| 2016.11.08 | 김필         | 싱글 앨범   | 《괴수》                   | <괴수 (Feat. 강이채, 고상지)>                         |
| 2016.12.06 | 김필         | 미니 앨범   | 《from Feel》              | <성북동>                                              |
| 2019.03.07 | 김필         | 싱글 앨범   | 《목소리》                 | <목소리>                                              |
| 2019.10.10 | 김필         | 디지털 싱글 | 《사랑 둘》                | <사랑 둘>                                             |
| 2019.12.13 | 김필         | 정규 앨범   | 《yours, sincerely》       | <변명>                                                |
| 2020.12.28 | 김필         | 싱글 앨범   | 《불면》                   | <불면>                                                |

### 참여 앨범
| 발매일     | Artist               | 앨범명                                                       | 곡명                                                     |
| ---------- | -------------------- | ------------------------------------------------------------ | -------------------------------------------------------- |
| 2014.09.20 | 곽진언, 김필, 임도혁 | <당신만이>                                                   | 《슈퍼스타K6 곽진언 김필 임도혁》                        |
| 2014.10.03 | 곽진언, 김필         | <걱정말아요 그대>                                            | 《슈퍼스타K6 곽진언 vs 김필》                            |
| 2014.10.13 | 김필                 | <얼음요새>                                                   | 《슈퍼스타K6 TOP11 Part 1》                              |
| 2014.10.20 | 김필                 | <기다림>                                                     | 《슈퍼스타K6 TOP11 Part 2》                              |
| 2014.10.25 | 김필                 | <T'ik T'ak>                                                  | 《슈퍼스타K6 TOP11 Part 3》                              |
| 2014.11.01 | 김필                 | <바람이 분다>                                                | 《슈퍼스타K6 TOP11 Part 4》                              |
| 2014.11.08 | 김필                 | <여기가 아파>                                                | 《슈퍼스타K6 TOP11 Part 5》                              |
| 2014.11.15 | 김필                 | <붉은 낙타>                                                  | 《슈퍼스타K6 TOP11 Part 6》                              |
| 2014.11.22 | 김필                 | <단발머리>                                                   | 《슈퍼스타K6 TOP11 Part 7 FINAL》                        |
| 2014.11.22 | 김필                 | <Man In The Mirror>                                          | 《슈퍼스타K6 TOP11 Part 7 FINAL》                        |
| 2014.11.22 | 김필, 곽진언         | <사랑하기 때문에>                                            | 《슈퍼스타K6 TOP11 Part 7 FINAL》                        |
| 2014.11.24 | 김필                 | <Feel`s Song>                                                | 《슈퍼스타K6 TOP11 Part 7 FINAL》                        |
| 2014.12.20 | 윤종신, 곽진언, 김필 | <지친 하루>                                                  | 《2014 월간 윤종신 12월호》                              |
| 2014.12.30 | 김필, 곽진언         | <굳세어라 금순아>                                            | 《굳세어라 금순아 - 국제시장》 OST                       |
| 2015.01.12 | 김필                 | <멀어진다>                                                   | 《펀치 OST Part.2》                                      |
| 2015.04.09 | 김필                 | <막핀꽃처럼 (I`ll Never Forget You)>                         | 《장수상회 OST》                                         |
| 2015.09.12 | 김필                 | <비의 랩소디>                                                | 《불후의 명곡 - 전설을 노래하다 (주영훈 1편)》           |
| 2015.10.10 | 김필                 | <서울 이 곳은>                                               | 《불후의 명곡 - 전설을 노래하다 (작사가 김순곤 편)》     |
| 2015.10.31 | 김필                 | <청춘 (Feat. 김창완)>                                        | 《응답하라 1988 OST Part.1》                             |
| 2016.01.30 | 김필                 | <기다려줘>                                                   | 《불후의 명곡 - 전설을 노래하다 (고 김광석 20주기 2편)》 |
| 2016.02.21 | 김필, 하니           | <달팽이 (감기조심하세요 성냥팔이 소녀, 니글니글 버터플라이)> | 《복면가왕 47회》                                        |
| 2016.02.21 | 김필                 | <다시 사랑한다면 (니글니글 버터플라이)>                      | 《복면가왕 47회》                                        |
| 2016.03.26 | 김필                 | <다시 산다면>                                                | 《기억 OST Part.1》                                      |
| 2016.04.05 | 김필                 | <하늘을 걸어>                                                | 《동네변호사 조들호 OST Part.1》                         |
| 2016.12.03 | 김필                 | <서울의 달>                                                  | 《불후의 명곡 - 전설을 노래하다 (작곡가 최준영 편)》     |
| 2016.12.18 | 김필                 | <그대 떠나가도 (조율하고 가실게요! 바이올린맨)>              | 《복면가왕 90회》                                        |
| 2016.12.18 | 김필                 | <그것만이 내 세상 (조율하고 가실게요! 바이올린맨)>           | 《복면가왕 90회》                                        |
| 2017.02.17 | 김필, 김예진         | <멀어지다>                                                   | 《듀엣가요제 41회》                                      |
| 2017.02.24 | 김필, 김예진         | <사랑 사랑 사랑>                                             | 《듀엣가요제 42회》                                      |
| 2017.02.25 | 김필                 | <내일 그대와>                                                | 《내일 그대와 OST Part.2》                               |
| 2019.05.21 | 김필                 | <Fallin'>                                                    | 《어비스 OST Part.2》                                    |
| 2019.08.22 | 윤종신, 김필, 천단비 | <이별하긴 하겠지>                                            | 《2019 월간 윤종신 8월호》                               |
| 2019.11.07 | 김필                 | <겨울이 오면>                                                | 《동백꽃 필 무렵 OST Part.8》                            |
| 2020.02.15 | 김필                 | <그때 그 아인>                                               | 《이태원 클라쓰 OST Part.6》                             |
| 2020.07.19 | 김필                 | <나도 모르는 노래(Hallelujah)>                               | 《사이코지만 괜찮아 OST Part.5》                         |
| 2020.10.24 | 김필                 | <어느 날 우리>                                               | 《스타트업 OST Part.3》                                  |

## 출연작

### 텔레비전 프로그램
- 2014년 Mnet 《슈퍼스타K6》
- 2014년 Mnet 《슈퍼스타K6 B-SIDE》
- 2015년 KBS  《신년음악회》
- 2015년 Mnet 《칠전팔기 구해라》
- 2015년 JTBC 《백인백곡-끝까지 간다 - 여전히 아름다운지》
- 2015년 KBS  《불후의 명곡 작곡가 주영훈 편 - 비의랩소디》
- 2015년 KBS  《불후의 명곡 작사가 김순곤 편 우승 - 서울이곳은》
- 2015년 KBS  《불후의 명곡 故 배호 편 - 황금의눈》
- 2015년 KBS  《불후의 명곡 백지영 편 - 총맞은것처럼》
- 2015년 KBS  《불후의 명곡 god 편 - 길》
- 2016년 KBS  《불후의 명곡 김광석 편 우승 - 기다려줘》
- 2016년 MBC  《미스터리 음악쇼 복면가왕 - 기억을 걷는 시간, 다시 사랑한다면》 - 니글니글 버터플라이
- 2016년 KBS  《불후의 명곡 이승철 편 - 안녕이라고 말하지마》
- 2016년 MBC  《듀엣가요제 14회 김필 & 신해원 - 안아줘》
- 2016년 MBC  《듀엣가요제 15회 김필 & 신해원 - I Need a Girl》
- 2016년 KBS  《열린음악회 1115회 김필 - 청춘, Shape Of My Heart》
- 2016년 KBS  《올댓뮤직 춘천가족음악축제 김필 - 청춘, Pierrot, Stay with me / 김필 & 이승열 - 기다림》
- 2016년 KBS  《불후의 명곡 작곡가 최준영 편 - 서울의 달》
- 2016년 KBS  《열린음악회 1131회 김필 - 청춘, 성북동》
- 2016년 MBC  《미스터리 음악쇼 복면가왕 - 그대 떠나가도, 그것만이 내 세상》 - 조율하고 가실게요! 바이올린맨!
- 2016년 KBS2 《유희열의 스케치북 345회 전인권 & 김필》
- 2017년 SBS  《김윤아의 더 스테이지 빅플레저 77회》
- 2017년 EBS  《스페이스 공감 1292회 김필 - 메마른 풍경 속 당신에게》
- 2017년 MBC  《듀엣가요제 41회 김필 & 김예진 - 멀어지다》
- 2017년 MBC  《듀엣가요제 42회 김필 & 김예진 - 사랑 사랑 사랑》
- 2019년 KBS2 《유희열의 스케치북 433회 김필 - 너무 아픈 사랑은 사랑이 아니었음을, 목소리》
- 2019년 KBS1 《올댓뮤직》
- 2019년 SBS  《윤도현의 더 스테이지 빅플레저 104회》
- 2019년 JTBC 《비긴어게인 3》
- 2019년 Mnet, tvN 《더콜 2》
- 2019년 KBS2 《해피투게더 4》
- 2020년 JTBC 《슈가맨 3 김필 - 슬픈 언약식》
- 2020년 MBC에브리원 《비디오스타》
- 2020년 MBC 《오! 나의 파트,너》
- 2021년 KBS 《불후의 명곡 10주년 x 싸이Ⅰ편 - 기댈곳》
- 2022년 TV조선 《바람의 남자들》 1회
- 2022년 TV조선 《아바드림》 - 삐뚜르 빼뚜르

### 라디오 프로그램 (진행, 출연)
- 2015. 07. 01 ~ 2015. 12. 02, KBS Cool FM 조우종의 뮤직쇼 - 스튜디오 콘서트 M-Live코너 (수), 고정게스트 (출연)
- 2019. 08. 16 ~ 2020. 03. 27, SBS Power FM 《애프터클럽》 김필의 Stay With Me (금) (진행)
- 2019. 10. 08 ~ 2019. 10. 29, 네이버NOW 김필의 《들려주고 싶어서》 (화) (진행)

## 단독 콘서트
- 2015. 10. 31, 대학로 유니플렉스 1관 《김필 콘서트 - 변하지 않은마음》
- 2016. 03. 05/06, 이화여대 삼성홀 《김필 콘서트 - 서른한 번째 봄》
- 2016. 11. 12/13,  연세대학교 백주년기념관 콘서트홀 《김필 콘서트 - 2016 김필 콘서트》
- 2019. 12. 20/21/22, 연세대학교 백주년기념관 콘서트홀 《2019 김필콘서트 - <COLOURS>》
- 2020. 02. 08, 부산문화회관 대극장 《2020 김필콘서트 <COLOURS> - 부산》
- 2020. 02. 15, 대구 엑스코 오디토리움《2020 김필콘서트 <COLOURS> - 대구》

## 페스티벌
- 2015년 난지한강공원 《그린플러그드 서울》
- 2015년 여의도 서울마리나 《올리브 푸드 페스티벌》
- 2015년 대부바다향기테마파크 내 페스티벌파크 《안산M밸리록페스티벌 》
- 2015년 여의도 63빌딩 컨벤션센터 《사운드베리 페스타》
- 2015년 난지한강공원 《썸데이 페스티벌》
- 2015년 용산 아이파크몰 광장 《용산 드래곤 IT 페스티벌》
- 2016년 코엑스 《사운드베리 페스타》
- 2016년 난지한강공원 《렛츠락 페스티벌》
- 2016년 코엑스 《어반 뮤직 페스티벌》
- 2019년 올림픽공원 《서울 재즈 페스티벌》
- 2019년 올림픽공원 《서울 파크 뮤직 페스티벌》
- 2019년 삼락생태공원 《부산국제록페스티벌》
- 2019년 난지한강공원 《썸데이 페스티벌》
- 2019년 올림픽공원 《조이올팍 페스티벌》
- 2019년 경주 세계문화엑스포공원 《그린플러그드 경주》

## 팬미팅 및 팬사인회
- 2015. 07. 04, 여의도 IFC몰 / 신촌유플렉스 (제이드홀), 미니앨범 1집 Feel Free 발매기념 - 팬사인회
- 2016. 12. 17/18, 상암 에스플렉스센터 다목적 공개홀 / 신촌 유플렉스 (제이드홀), 미니앨범 2집 From Feel 발매기념 - 팬사인회
- 2017. 01. 13, 무브홀 (MUV HALL) - 팬미팅
- 2019. 03. 23, 홍익대학교 대학로 아트센터 대극장 《들려줘》 - 팬미팅
- 2019. 08. 25, 일지아트홀 - Happy Feel's Day

## 기타 공연
- 2019. 03. 20, 현대백화점 (목동점 토파즈홀) - Hello, Spring! 달달한 봄 콘서트
- 2019. 04. 02, 제주시청광장 《4.3 해방불명》 - 4.3 문화예술축전, 추념식 전야제
- 2019. 05. 16, 대학축제 - 명지대 자연캠퍼스 백마축제
- 2019. 05. 22, 더한섬하우스 Garden Music Stage, The Handsome Haus - 김필 Mini Concert
- 2019. 06. 06, 무주등나무운동장 메인스테이지 《제7회 무주산골영화제》 - 산골콘서트
- 2019. 06. 22, 동탄복합문화센터 야외공연장 《소리결 음악회》 - 김필 & 손승연의 Music Forest
- 2019. 08. 16, 롯데콘서트홀 - 자우림 김윤아, 김필
- 2019. 08. 28, 현대백화점 (무역센터점 문화홀) - 김필 콘서트
- 2019. 09. 18, 용산 CGV - 영화 <예스터데이> 쇼케이스
- 2019. 09. 19, 대학축제 - 한국전통문화대학교 축제
- 2019. 09. 25, 대학축제 - 목원대학교 축제
- 2019. 10. 17, 지니뮤직 - 김필 [&LIVE] 공연
- 2019. 11. 16, 의정부예술의전당 대극장 - 의정부 칸타빌레
- 2019. 11. 21, 신세계백화점 (대구점) - 김필의 로맨틱 버스킹
- 2019. 11. 22, 신세계백화점 (센텀시티점) - 김필의 로맨틱 버스킹
- 2019. 11. 28, CJB컨벤션센터 에덴아트홀 - 힐링콘서트
- 2019. 11. 30, 삼성디지털플라자 강남본점 - #김필의 PRISM CONCERT
- 2019. 12. 31, 인천애뜰 (인천시청광장) - 2019 송년제야 문화축제 with 힙합 페스티벌
- 2020. 05. 18, 《5·18 민주화운동 40주년 기념식》